# Jacobus van Lint

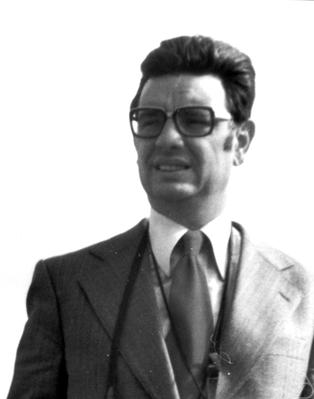
Jacobus van Lint

Jacobus Hendricus van Lint (genannt Jack van Lint; * 1. September 1932 in Bandung auf Java; † 28. September 2004 in Nuenen) war ein niederländischer Mathematiker, der sich mit Zahlentheorie und Kombinatorik beschäftigte.

## Leben und Wirken
Van Lint ging bis 1942 in Batavia zur Schule und danach in Jackson (Missouri), Chicago, Bundaberg in Australien, Arnheim und Zwolle. Ab 1950 studierte er an der Universität Utrecht, wo er 1955 sein Diplom erhielt und 1957 bei Frederik van der Blij promoviert (Hecke Operators and Euler Products) wurde. Dazwischen war er 1956/1957 an den Universitäten Göttingen und Münster. 1952 bis 1956 war er Assistent am Mathematischen Institut in Utrecht, 1957 bis 1959 bei der niederländischen Forschungsgesellschaft und 1959 bis 1997 Professor an der TU Eindhoven, wo er 1991 bis 1996 Rektor war. Danach war er dort Professor emeritus.
Van Lint ist vor allem für seine Beiträge zur Codierungstheorie bekannt.
1966, 1971 und 1977 war er Gastwissenschaftler an den Bell Telephone Laboratories sowie 1970/1971, 1982/1983, 1988/1989 und 2000 Gastprofessor am Caltech. Seit 1985 war er Berater der Philips Forschungslaboratorien.
Er war seit 1961 verheiratet und hatte zwei Kinder.
1972 wurde er in die Königlich Niederländische Akademie der Wissenschaften aufgenommen, 1997 erhielt er die Euler-Medaille. 1983 war er Invited Speaker auf dem Internationalen Mathematikerkongress (ICM) (Partial geometries). Er wurde Ehrendoktor der Universitäten Bergen, Bukarest und Gent. Er war Ehrenmitglied der niederländischen mathematischen Gesellschaft und wurde 1993 Ritter im Orden vom Niederländischen Löwen.

## Schriften
- Coding Theory (= Lecture Notes in Mathematics. Bd. 201). Springer, Berlin u. a. 1971, ISBN 3-540-05476-6.
- Mit Peter Cameron: Graph theory, coding theory and block designs (= London Mathematical Society Lecture Note Series. Bd. 19). Cambridge University Press, Cambridge u. a. 1975, ISBN 0-521-20742-8 (In russischer Sprache: Теория графов, теория кодирования и блок-схемы. Москва, Наука 1980).
- Mit Peter Cameron: Graphs, Codes and Designs (= London Mathematical Society Lecture Note Series. Bd. 43). Cambridge University Press, Cambridge u. a. 1980, ISBN 0-521-23141-8.
- Mit Gerard van der Geer: Introduction to Coding theory and Algebraic Geometry (= DMV-Seminar 12). Birkhäuser, Basel u. a. 1988, ISBN 3-7643-2230-6.
- Mit Richard M. Wilson: A Course in Combinatorics. Cambridge University Press, Cambridge u. a. 1992, ISBN 0-521-42260-4.
- Introduction to coding theory (= Graduate Texts in Mathematics. Bd. 86). Springer, New York NY u. a. 1982, ISBN 0-387-11284-7 (3rd, revised and expanded edition. ebenda 1999, ISBN 3-540-64133-5).
- Mit Richard M. Wilson: A Course in Combinatorics. 2. Auflage. Cambridge University Press, Cambridge u. a. 2001, ISBN 978-0-521-80340-3.